# San Baltazar Yatzachi el Bajo
San Baltazar Yatzachi el Bajo es una localidad del estado mexicano de Oaxaca. Es cabecera del municipio de San Baltazar Yatzachi el Bajo.

## Demografía
| Censo | Población |
| ----- | --------- |
| 1900  | 499       |
| 1910  | 531       |
| 1921  | 517       |
| 1930  | 524       |
| 1940  | 488       |
| 1950  | 570       |
| 1960  | 579       |
| 1970  | 426       |
| 1980  | 350       |
| 1990  | 266       |
| 1995  | 207       |
| 2000  | 195       |
| 2005  | 181       |
| 2010  | 170       |
| 2020  | 186       |